# Litaneutria minor
Litaneutria minor là một loài Bọ ngựa trong họ Bọ ngựa. Loài này được Scudder miêu tả năm 1872. Đây là loài bản địa của Hoa Kỳ.